# Oreol 2
Oreol 2, también conocido como Aureole 2 y Arkad 2, fue el nombre de un satélite artificial fruto de la colaboración entre la soviético y Francia y construido con el bus DS-U2-GKA. Fue lanzado el 26 de diciembre de 1973 desde el cosmódromo de Plesetsk mediante un cohete Cosmos 3M.

## Objetivos
La misión de Oreol 2 era estudiar la magnetosfera e ionosfera terrestres y la naturaleza de las auroras polares, continuando el trabajo hecho por Oreol 1.

## Características
El satélite tenía una masa de 550 kg y fue inyectado inicialmente en una órbita con un perigeo de 387 km y un apogeo de 1441 km, con una inclinación orbital de 74 grados y un periodo de 103,3 minutos.

## Resultados científicos
Oreol 2 obtuvo mediciones y datos de la zona difusa auroral, estudiando la dinámica de la frontera ecuatorial de la región difusa y de los procesos de la ionosfera superior, así como la concentración de iones ligeros en la misma. Los resultados fueron utilizados para estudiar la variación de densidad de electrones en la capa F2 de la atmósfera superior.